# サマービーム!/アップアップタイフーン
「サマービーム!/アップアップタイフーン」は、日本の女性アイドルグループ『アップアップガールズ（仮）』の両A面CDシングルである。2013年7月24日に発売された。
「サマービーム!」「アップアップタイフーン」両曲とも夏の曲であり、ライブで盛り上がることを意図した曲である。「アップアップタイフーン」は、グループにとって初のミュージック・ビデオが制作されている。

## 背景
前作のシングル「銀河上々物語/Burn the fire!!/ナチュラルボーン・アイドル」から2ヶ月弱の間隔を空けてのリリースである。本作品はT-Palette Recordsへの移籍後6枚目のシングルで、2013年5枚目のシングルとなる。なお、移籍前に7枚のシングルをアップフロントワークスよりリリースしている。
2012年3月よりリリースラッシュが続いており、2013年4月まで「ほぼ月刊ペースで」リリースしていた。2013年5月はリリースが無かったが、以降毎月新曲がリリースされている。そのペースについてメンバーの佐藤綾乃は、「逆に新曲が来ないと、どうしちゃったんだろうってあたふたしちゃいます」とコメントし、仙石みなみは「アップアップ感はつねにあるんですけど、その追われてる感じは好きです」とコメントしている。
また、夏の歌は2012年にリリースされた「メチャキュン♡サマー ( ´ ▽ ` )ノ」以来となる。

## リリース
2013年6月23日、T-Palette Recordsはアップアップガールズ（仮）が7月24日にCDシングル「サマービーム!/アップアップタイフーン」をリリースすることを発表した。7月7日には、iTunes Storeにて「サマービーム!」「アップアップタイフーン」の配信が開始された。7月23日にはフラゲ日を迎え、当CDシングルの販売が始まった。7月24日には発売日を迎えた。
8月3日には「アップアップタイフーン」を収録した配信限定アルバム『夏フェス参戦記念!8/3「ROCK IN JAPAN FESTIVAL 2013」セットリストアルバム』の配信が始まり、8月10日には、同じく「アップアップタイフーン」を収録した配信限定アルバム『夏フェス参戦記念!8/10「IDOL NATION 2013」セットリストアルバム』の配信が始まった。
翌2014年2月19日には「サマービーム!」「アップアップタイフーン」を収録したアルバム『セカンドアルバム（仮）』が発売された。

## アートワーク
当CDシングルのジャケット写真は6月23日に公開された。この写真はプールで撮影されたもので、メンバーの新井愛瞳は撮影された際のセットの画像をブログに上げ「夏って感じ」と感想を残している。

## 音楽と歌詞
「サマービーム!」は、可愛らしい曲である一方で、アップアップガールズ（仮）らしい元気な夏の曲という一面もある曲。振り付けも可愛らしいものとなっている。曲調はサンバ。作詞・作曲・編曲は、アップアップガールズ（仮）の代表曲「アッパーカット!」のPandaBoY。曲中には、観客と一緒に手を叩くパートや、一緒に歌うパートもあり、ライブで盛り上がることを意図している。曲の最後の部分には、メンバー同士の会話が収録されているが、これはメンバー全員がマイクを囲み録音されたものである。
「アップアップタイフーン」は、さまざまな要素が1曲の中に入っている「The お祭り」な夏の曲。作詞はNOBEで、作曲・編曲はmichitomo。メンバーの森咲樹による、40から50代の女性アナウンサー風の「佐保明梨さんで」という紹介で曲が始まる。森によれば「NHK紅白歌合戦のアナウンサー」をイメージしているものだという。森による紹介を受けての歌い出しは、大物演歌歌手という設定の佐保による演歌パートであるが、同パートが終了すると同時に夏祭りが思い起こされる曲調へと変化する。サビ部分の振り付けには湘南乃風の「炎天夏」を連想させるタオル回しがあり、また、曲調がソーラン節に変化する間奏部分ではコール＆レスポンスを行っており、ライブで観客と一緒に盛り上がることを意図している。
作曲・編曲のmichitomoは、演歌パートを曲中に入れた意図を「X JAPANのサイレントジェラシー冒頭のピアノみたいなもの」「祭りと言えば演歌ですから(北島三郎大先生的な意味で)」と説明している。

## 批評
当CDシングルについて、鬼頭隆生は「全力疾走し続けるグループのテンションが凝縮された1枚」と批評している。「サマービーム!」について、BIGLOBE MUSIC編集長の有本和貴は「これまでの「全力前進」だけではない、爽快感、そしてまたどこか“流す”というか、「ゆとり」を感じさせてくれる」と批評している。「アップアップタイフーン」については「ロックフェス向けの曲だと思ったんですよ。ロックフェスだとみんなタオル持っているし。」とコメントしている。また、鬼頭は同曲について「ライブでも新たな要になりそう」とコメントしている。MUSIC HEAPSの原田竜太は、同曲の曲調についてMINMIの「サマータイム!!」を引き合いに出し「盆踊りmeetsレゲエ（正しくはソカ」と表現している。

## ミュージック・ビデオ
「アップアップタイフーン」は、アップアップガールズ（仮）にとって初となるミュージック・ビデオが作成されている。監督は映像作家のUKYO Inaba。UKYO Inabaとは以前「2.5D頂上決戦！一戦目：アップアップガールズ（仮） × michitomo × UKYO Inaba」で共演した経験があった。ミュージック・ビデオのテーマは「夏と悪ノリ」で（アップアップガールズ（仮）のメンバー）「本人達の普段のノリとか、楽しすぎてつい笑っちゃう感じ」を表現しているものだという。
同ミュージック・ビデオは、「アッパーカット!」のミュージックビデオとあわせ、2013年6月16日に撮影された。この日の天気は、野外の公園での撮影があるにもかかわらず雨であった。まずは室内で、「アッパーカット!」の撮影が行われた後、「アップアップタイフーン」の冒頭部分の撮影が行われた。次に、屋外の撮影現場（芝生）へ移動すると、雨はやんでいた。同所では「ワイワイしながら歌うシーンの撮影」・ダンスパートの撮影が行われた。その後、駐車場へ移動し「車の中で大ハシャギしながら歌うシーン」「車の中からメンバーが 勢いよく飛び出るシーン」の撮影が行われた。

### ミュージック・ビデオの配信・リリース
「アップアップタイフーン」のミュージック・ビデオは、7月15日にレコチョクにて先行配信され、同サイトのデイリービデオクリップランキングで1位となった。19日にはYouTubeでも公開され、22日にはGYAO!にもアップロードされた。
8月28日には同MV・同MVの別バージョンである「↑↑アゲテケVer.」・同MVの撮影風景等が収録されたDVD『アップアップガールズ（仮） THE DVD 〜ミニMV集 おまけつき〜』が発売された。

## ライヴ・パフォーマンス
2013年6月13日、「アップアップタイフーン」の振り入れが行われ、この曲の盛り上げポイントで、仙石がメンバー3名に担がれる「みーこし」の練習も行われた。「みーこし」とは、振付師の竹中夏海が考えたフレーズで、「神輿」と、仙石の愛称「みーこ」をかけている。なお、観客による神輿は禁止されている。
6月23日、アップアップガールズ（仮）はZepp DiverCityで行われた『@JAM 2013 アイドルDay』に出演し、「アップアップタイフーン」を初披露した。
7月7日、同グループは新木場STUDIOCOASTで行われた『アイドル横丁夏まつり!!〜2013〜』に出演し、「サマービーム!」を初披露した。また、Cheeky Paradeと楽曲を交換し、同グループの「BUNBUN NINE9’」をアップアップガールズ（仮）が披露した。これらの楽曲のダンスの振り入れ・練習は、前日と当日に行われた。
7月23日、同グループのメンバー、仙石・古川小夏・佐藤綾乃・佐保・新井は平和島のタワーレコードの倉庫へCDを受け取りに行き、衣装を着てタワーレコード渋谷店まで電車で移動しCDを搬入した。搬入後、メンバー7名全員により同店の店頭でCDの販売を行った。新井は以前、タワーレコード代表取締役社長の嶺脇育夫に「一日店長をやってみたい」「店頭販売をやりたい」と要望を出しており、その要望が実現された形となった。
同日夜、同グループはマルイシティ渋谷の店頭にて当CDシングルの発売記念イベントを行い、「サマービーム!」「アップアップタイフーン」を含む全5曲を披露した。また、ファンが8枚の白い旗にコメントを書き、それらを集めて1枚の旗にしたものを8月31日に公開するという企画が発表された。イベント終了後には、旗にコメントを書くファンの姿が見られた。
7月24日、同グループはトヨタ自動車の展示ショールームであるMEGAWEBでイベントを行い、MEGA WEB ワクドキ恐竜ランドのPR活動を行った。

## 規格と収録曲
| #  | タイトル                   | 作詞 | 作曲・編曲 | 時間 |
| -- | -------------------------- | ---- | ---------- | ---- |
| 1. | 「サマービーム!」          |      |            | 5:55 |
| 2. | 「アップアップタイフーン」 |      |            | 5:08 |

| #         | タイトル                                 | 作詞      | 作曲      | 編曲      | 時間  |
| --------- | ---------------------------------------- | --------- | --------- | --------- | ----- |
| 1.        | 「サマービーム!」                        | PandaBoY  | PandaBoY  | PandaBoY  | 5:55  |
| 2.        | 「アップアップタイフーン」               | NOBE      | michitomo | michitomo | 5:08  |
| 3.        | 「サマービーム!(Instrumental)」          |           | PandaBoY  | PandaBoY  | 5:55  |
| 4.        | 「アップアップタイフーン(Instrumental)」 |           | michitomo | michitomo | 5:06  |
| 合計時間: | 合計時間:                                | 合計時間: | 合計時間: | 合計時間: | 22:05 |

## リリース日一覧
| 地域 | リリース日    | レーベル          | 規格                   | カタログ番号 |
| ---- | ------------- | ----------------- | ---------------------- | ------------ |
| 日本 | 2013年7月07日 | T-Palette Records | デジタル・ダウンロード | -            |
| 日本 | 2013年7月24日 | T-Palette Records | マキシシングル         | TPRC-0049    |